# Uchiyama Kojirō
Uchiyama Kojirō est un nom japonais traditionnel ; le nom de famille (ou le nom d'école), Uchiyama, précède donc le prénom (ou le nom d'artiste).
Le baron Uchiyama Kojirō (内山小二郎) (14 novembre 1859 - 14 février 1945) est un général de l'armée impériale japonaise.

## Biographie
Fils d'une famille samouraï au service du domaine de Tottori, Uchiyama est né à Edo. Il entre à l'école pour cadets en juin 1875 puis à l'académie de l'armée impériale japonaise en mai 1877. Il est nommé sous-lieutenant dans l'artillerie de la nouvelle armée impériale en décembre 1879.. En 1886, il sort diplômé de l'école militaire impériale du Japon et est promu capitaine. En 1888, il devient commandant de l'académie militaire et en 1890, il sert à l'État-major de la 6e division. En septembre 1893, il est promu major et l'année suivante, il est assigné à l'État-major de la 1re division. Il sert dans cette division durant la première guerre sino-japonaise et est promu lieutenant-colonel d'artillerie en 1894. Il devient chef d'État-major de la 1re division en février 1895, cependant, il retourne au Japon en mai et est envoyé comme attaché militaire en Russie en décembre de la même année. En octobre 1897, il est promu colonel et nommé attaché militaire en France.
En janvier 1901, Uchiyama devient commandant du 15e régiment d'artillerie de campagne et est promu major-général en juin de la même année. Durant la guerre russo-japonaise, il commande la 1re brigade d'artillerie de campagne et en février 1905, il est nommé officier d'État-major de la 5e armée. Après la guerre, il retourne de nouveau en Russie comme attaché militaire. En 1907, il est promu lieutenant-général et commandant de la forteresse de Yura puis, en 1908, commandant de la forteresse de la baie de Tokyo. Il devient ensuite commandant de la 15e division en 1909 puis de la 12e division en 1912. En 1913, il devient l'aide de camp de l'empereur du Japon et est promu général en 1915. En novembre 1921, Ichiyama reçoit le titre de baron (danshaku) selon le système de noblesse kazoku. Il entre dans la réserve en 1923 et se retire en 1929.
Au cours de sa carrière, Uchiyama est décoré de l'ordre du Milan d'or (4e classe, 2e classe, et 1re classe) ainsi que de l'ordre des fleurs de Paulownia.